# 351-я стрелковая дивизия (2-го формирования)
351-я стрелковая Шепетовская Краснознамённая орденов Суворова и Богдана Хмельницкого дивизия — воинское соединение Вооружённых Сил СССР в Великой Отечественной войне

## История
С 30 июня по 22 августа 1942 года дивизия находилась на переформировании в Северной Осетии, в станице Архонская.
В действующей армии с 22.08.1942 года по 29.10.1943 года, с 13.11.1943 года по 11.05.1945 года.
В конце октября 1942 г. части дивизии занимают оборону на рубеже от Орджоникидзе на запад до Майрамадач (Мамисонский перевал)
7-8 ноября дивизия наносит удар в направлении Гизель, Майрамадач.
26 февраля 1943 г. дивизия в составе ударной группировки генерал-майора Филиповского перешла в наступление и наносит удар вдоль плавней через Черноерковскую на Свистельников и Красный Октябрь. К исходу 27-го февраля дивизия, сломив сопротивление врага южнее Черноерковской, вышла к Свистельниково. Но постепенно темп продвижения частей дивизии стал замедляться. Дело в том, что продвижение ударной группы должен был поддержать 10-й ск Пыхтина. Для этой цели его части должны были к 27 февраля сосредоточиться в районе Черноерковской. Но корпус не сумел прибыть в этот район в срок и лишь к 2 марта сосредоточился в 7 км севернее Черноерковской.
Оставшись без поддержки части 317-й и 351-й дивизий вынуждены были под сильными ударами вражеских войск, поддержанных 30 танками и авиацией, отходить к плавням. В полном окружении, в тяжёлых условиях местности бойцы и командиры ударной группы мужественно сражались с превосходящими силами врага.
К 3 марта в частях дивизии кончились боеприпасы и продовольствие. Связи со штабом армии не было. Несмотря на героизм и мужество воинов, удерживать позиции они уже не могли. Командование группы принимает решение — отходить через плавни. На следующий день дивизия, уничтожив материальную часть, вышла в район Верхних.
30.9.1944 г. дивизия входит в район Тарнавки.
С 5.10.1944 г. дивизия в составе 95-го ск действует в направлении хребтов, идущих вдоль шоссейной и железной дорог Воловец-Ганковица-Свалява-Мукачево. 11-го октября дивизия основными силами наступает на Ганковицу и частью сил на ж/д станцию Оса, которую занимает 16-го числа.
20.10.1944 г. дивизия, усиленная 15-й штурмовой инженерно-сапёрной бригадой, овладела ж/д ст. Ганковица, а к исходу дня — Сасовкой. Это создало благоприятные условия для занятия Свалявы, которой дивизия овладела уже 25-го числа и начала преследование врага, отходящего на Мукачево.
25.10.1944 г. дивизия в составе 30-го ск овладела нас.п. Чинадиево.
27.10.1944 г. части дивизии во взаимодействии с полками 151-й сд 18-го гв.ск освободили Ужгород.
26.11.1944 г. части дивизии при поддержке мощным огнём артиллерии и миномётчиков выбили врага из нас.п. Сирнек и Имбрег, и развернули наступление на нас.п. Уйлак, Ястребе.
12.1.1945 г. дивизия овладела нас.п. Бодолов, высотой 193, Мокранце и развернула бои за высоту 293 и нас.п. Мольдава.
26.4.1945 г. дивизия, принимая участие в Моравско-Остравской операции, на левом фланге 107-го ск наступает на Шилгержовице.
Расформирована в августе 1945 года.

## Состав
- 1157-й стрелковый полк
- 1159-й стрелковый полк
- 1161-й стрелковый полк
- 725-й(4) стрелковый полк (до 21.01.1943 г.)
- 904-й артиллерийский полк
- 24-й отдельный истребительно-противотанковый дивизион
- 403-я отдельная разведывательная рота
- 621-й отдельный сапёрный батальон
- 881-й отдельный батальон связи (452-я отдельная рота связи)
- 426-й отдельный медико-санитарный батальон
- 419-я отдельная рота химической защиты
- 169-я автотранспортная рота
- 195-я полевая хлебопекарня
- 766-й дивизионный ветеринарный лазарет
- 2194-я полевая почтовая станция
- 672-я полевая касса Государственного банка

## Подчинение
| Дата          | Фронт (округ)           | Армия                 | Корпус (группа)                    | Примечания                |
| ------------- | ----------------------- | --------------------- | ---------------------------------- | ------------------------- |
| 01.08.1942 г. | Северо-Кавказский ВО    | -                     | -                                  | формирование              |
| 01.09.1942 г. | Закавказский фронт      | -                     | -                                  | фронтовое подчинение      |
| 01.10.1942 г. | Закавказский фронт      | 46-я армия            | -                                  | Черноморская группа войск |
| 01.11.1942 г. | Закавказский фронт      | фронтовое подчинение  | 12-й стрелковый корпус             | -                         |
| 01.12.1942 г. | Закавказский фронт      | фронтовое подчинение  | 12-й стрелковый корпус             | -                         |
| 01.01.1943 г. | Закавказский фронт      | 37-я армия            | -                                  | Северная группа войск     |
| 01.02.1943 г. | Северо-Кавказский фронт | 58-я армия            | -                                  | -                         |
| 01.03.1943 г. | Северо-Кавказский фронт | 58-я армия            | -                                  | -                         |
| 01.04.1943 г. | Северо-Кавказский фронт | 58-я армия            | -                                  | -                         |
| 01.06.1943 г. | Северо-Кавказский фронт | 9-я армия             | -                                  | -                         |
| 01.07.1943 г. | Северо-Кавказский фронт | 9-я армия             | -                                  | -                         |
| 01.08.1943 г. | Северо-Кавказский фронт | 9-я армия             | -                                  | -                         |
| 01.09.1943 г. | Северо-Кавказский фронт | 9-я армия             | -                                  | -                         |
| 01.10.1943 г. | Северо-Кавказский фронт | 56-я армия            | 22-й стрелковый корпус             | -                         |
| 01.11.1943 г. | Резерв ставки ВГК       | 1-я гвардейская армия | 107-й стрелковый корпус            | -                         |
| 01.12.1943 г. | 1-й Украинский фронт    | 1-я гвардейская армия | 107-й стрелковый корпус            | -                         |
| 01.01.1944 г. | 1-й Украинский фронт    | 60-я армия            | 18-й гвардейский стрелковый корпус | -                         |
| 01.02.1944 г. | 1-й Украинский фронт    | 60-я армия            | 18-й гвардейский стрелковый корпус | -                         |
| 01.03.1944 г. | 1-й Украинский фронт    | 60-я армия            | 23-й стрелковый корпус             | -                         |
| 01.04.1944 г. | 1-й Украинский фронт    | 1-я танковая армия    | 11-й стрелковый корпус             | -                         |
| 01.05.1944 г. | 1-й Украинский фронт    | 18-я армия            | 11-й стрелковый корпус             | -                         |
| 01.06.1944 г. | 1-й Украинский фронт    | 18-я армия            | -                                  | -                         |
| 01.07.1944 г. | 1-й Украинский фронт    | 18-я армия            | -                                  | -                         |
| 01.08.1944 г. | 1-й Украинский фронт    | 18-я армия            | 95-й стрелковый корпус             | -                         |
| 01.09.1944 г. | 4-й Украинский фронт    | 18-я армия            | 95-й стрелковый корпус             | -                         |
| 01.10.1944 г. | 4-й Украинский фронт    | 18-я армия            | 95-й стрелковый корпус             | -                         |
| 01.11.1944 г. | 4-й Украинский фронт    | 18-я армия            | 30-й стрелковый корпус             | -                         |
| 01.12.1944 г. | 4-й Украинский фронт    | 18-я армия            | 95-й стрелковый корпус             | -                         |
| 01.01.1945 г. | 4-й Украинский фронт    | 18-я армия            | 95-й стрелковый корпус             | -                         |
| 01.02.1945 г. | 4-й Украинский фронт    | фронтовое подчинение  | 95-й стрелковый корпус             | -                         |
| 01.03.1945 г. | 4-й Украинский фронт    | 38-я армия            | 95-й стрелковый корпус             | -                         |
| 01.04.1945 г. | 4-й Украинский фронт    | 38-я армия            | 95-й стрелковый корпус             | -                         |
| 01.05.1945 г. | 4-й Украинский фронт    | 1-я гвардейская армия | 95-й стрелковый корпус             | -                         |

## Полное наименование дивизии
351-я стрелковая Шепетовская Краснознамённая орденов Суворова II степени и Богдана Хмельницкого II степени дивизия

## Награды
| Награда (наименование)                | Дата награждения                                                       | За что награждена |
| ------------------------------------- | ---------------------------------------------------------------------- | --- |
| Почётное наименование «Шепетовская»   | Приказ Верховного Главнокомандующего СССР № 73 от 11 февраля 1944 года | За овладение городом Шепетовка. |
| Орден Красного Знамени                | Указ Президиума Верховного Совета СССР от 19 марта 1944 года           | За образцовое выполнение заданий командования в боях за освобождение городов Староконстантинова, Изяславля, Шумска, Ямполя, Острополя и проявленные при этом доблесть и мужество. |
| Орден Суворова II степени             | Указ Президима Верховного Совета СССР от 16 декабря 1944 года          | За образцовое выполнение заданий командования в боях с немецкими захватчиками, за овладение городами Михальовце и Гуменне и проявленные при этом доблесть и мужество.             |
| Орден Богдана Хмельницкого II степени | Указ Президиума Верховного Совета СССР от 28 мая 1945 года             | За образцовое выполнение заданий командования в боях с немецкими захватчиками при овладении городами Моравская Острава, Жилина и проявленные при этом доблесть и мужество.        |

Награды частей дивизии:
- 1157-й стрелковый ордена Богдана Хмельницкого (II степени)[5] полк
- 1159-й стрелковый Мукачевский ордена Суворова[6] полк
- 1161-й стрелковый ордена Богдана Хмельницкого (II степени)[7] полк
- 904-й артиллерийский Мукачевский полк

## Командиры
- Виноградов, Иван Гаврилович (09.08.1942 — 01.09.1942), полковник;
- Сергацков, Василий Фадеевич (10.1942 — 01.1943), генерал-майор;
- Бобраков, Фёдор Михайлович (15.01.1943 — 22.01.1943), полковник;
- Пыхтин, Александр Михайлович (23.01.1943 — 31.01.1943), генерал-майор;
- Бобраков, Фёдор Михайлович (01.02.1943 — 19.02.1943), полковник;
- Неверов, Константин Павлович (20.02.1943 — 12.03.1943), полковник;
- Ворожищев, Александр Васильевич (13.03.1943 — 14.10.1943), полковник;
- Дьячков, Яков Иванович (15.10.1943 — 30.01.1944), подполковник;
- Козик, Емельян Васильевич (31.01.1944 — 14.03.1944), генерал-майор;
- Замировский, Никифор Матвеевич (18.03.1944 — 08.04.1944), генерал-майор;
- Дударев, Илья Фёдорович (09.04.1944 — 12.04.1945), генерал-майор;
- Дьячков, Яков Иванович (13.04.1945 — 23.04.1945), полковник;
- Васильев, Иван Ермолаевич (24.04.1945 — 11.05.1945), полковник.

## Отличившиеся воины
Герои Советского Союза:
- Анкудинов, Иван Андреевич, подполковник, командир 1157-го стрелкового полка.
- Иноземцев, Аким Иванович, старший лейтенант, командир роты 1161-го стрелкового полка.
- Лаврищев, Василий Алексеевич, капитан, командир батальона 1161-го стрелкового полка.
- Рогозин, Владимир Алексеевич, младший сержант, заместитель командира отделения 1161-го стрелкового полка.
- Рытиков, Леонид Иванович, сержант, командир отделения 1159-го стрелкового полка.
- Тарасевич, Владимир Адамович, старший сержант, командир отделения 1161-го стрелкового полка.
- Шаров, Иван Александрович, майор, командир 24-го отдельного истребительно-противотанкового артиллерийского дивизиона.

 Кавалеры ордена Славы трёх степеней.
- Бугаец, Николай Григорьевич, старший сержант, помощник командира взвода 8-й стрелковой роты 1161-го стрелкового полка.
- Венгель, Михаил Степанович, младший сержант, командир отделения 7-й стрелковой роты 1159-го стрелкового полка.
- Гаврилов, Василий Иванович, сержант, командир орудийного расчёта 904-го артиллерийского полка.
- Евтушенко, Андрей Иванович, старшина, начальник телефонной станции батальона 1161-го стрелкового полка.
- Иванов, Илья Михайлович, старшина, командир миномётного расчёта 1159-го стрелкового полка.
- Иванов, Николай Иванович, ефрейтор, командир орудийного расчёта 904-го артиллерийского полка.
- Иванов, Павел Иванович, старший сержант, командир расчёта 76-мм пушки 1159-го стрелкового полка.
- Новрузалиев, Конагбек Мевланович, сержант, командир отделения роты автоматчиков 1159-го стрелкового полка
- Солдатов, Александр Иванович, старший сержант, командир орудийного расчёта 1-й батареи 904-го артиллерийского полка. Погиб в бою 28 октября 1944 года.
- Чайковский, Пётр Григорьевич, сержант, командир орудийного расчёта 1159-го стрелкового полка.